# 釜崎

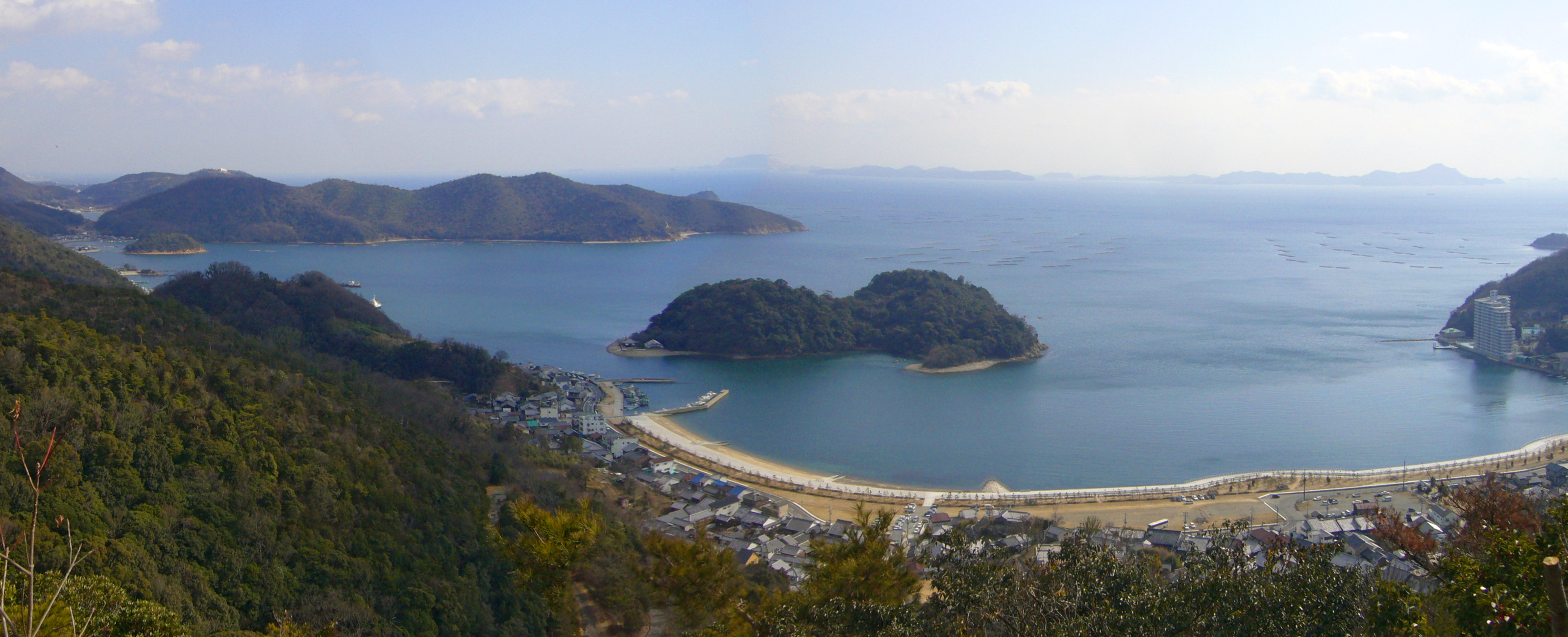
生島、坂越湾越しに見える釜崎

釜崎（かまざき）は兵庫県相生市相生字坪根に属する相生湾の西端であり、赤穂市坂越の坂越湾の東端である。

## 地理
- 相生湾の西端に位置し、対岸の東端には金ヶ崎がある。
- 坂越湾の東端に位置し、対岸の西端には御崎がある。

## 坪根古墳群
5世紀後半から6世紀にかけての集団墓地であり、1979年に相生市側10基の墓が発掘された。